# Adamo Venceslao di Teschen
Adamo Venceslao di Teschen (12 dicembre 1574 – 13 luglio 1617) è stato duca di Teschen dal 1579 al 1617.

## Biografia
Era figlio di Venceslao III Adamo, Duca di Teschen, e di Sidonia Caterina di Sassonia-Lauenburg-Ratzeburg.
Egli trascorse la propria giovinezza alla corte dell'Elettore di Sassonia, passando poi a Vienna. L'esperienza sassone, fortificò notevolmente la sua fede protestante, fatto che lo porterà negli anni di governo ad intervenire di sovente contro il cattolicesimo nel suo ducato. Adamo Venceslao visse una vita all'insegna del lusso e i suoi debiti vennero in molti casi pagati dalle città e dalla nobiltà.
Egli prese parte alle guerre contro l'Impero ottomano, dichiarando inoltre aperte simpatie politiche per l'Imperatore Rodolfo II. Nel 1610 cambiò i suoi orientamenti religiosi, convertendosi al cattolicesimo (in parte condizionato dall'Austria cattolica). Gran parte della popolazione del ducato, inoltre, si convertì al cattolicesimo in nome del cuius regio, eius religio. Ad ogni modo, Adamo Venceslao non fu un fervente cattolico e non forzò la popolazione a convertirsi.
Morì nel 1617 e gli succedette il figlio Federico Guglielmo.

## Matrimonio e figli
Il 17 settembre 1595 sposò Elisabetta, figlia di Gottardo Kettler, Duca di Curlandia, dalla quale ebbe cinque figli, tre maschi e due femmine.

## Ascendenza
|                                            |                                           |                                                                                          | Genitori                                          |  |  | Nonni |  |  | Bisnonni                        |  |  | Trisnonni                      |  |
|                                            |                                           |                                                                                          |                                                   |  |  |       |  |  | Casimiro II, VI duca di Teschen |  |  | Boleslao II, V duca di Teschen |  |
|                                            |                                           |                                                                                          |                                                   |  |  |       |  |  | Casimiro II, VI duca di Teschen |  |  | Boleslao II, V duca di Teschen |  |
|                                            |                                           | Anna di Bielsk                                                                           |                                                   |  |  |       |  |  | Casimiro II, VI duca di Teschen |  |  |                                |  |
| Venceslao II di Teschen                    |                                           |                                                                                          |                                                   |  |  |       |  |  | Casimiro II, VI duca di Teschen |  |  |                                |  |
|                                            |                                           | Giovanna di Münsterberg                                                                  | Vittorio, XIV duca di Münsterberg                 |  |  |       |  |  |                                 |  |  |                                |  |
|                                            |                                           | Giovanna di Münsterberg                                                                  | Vittorio, XIV duca di Münsterberg                 |  |  |       |  |  |                                 |  |  |                                |  |
|                                            |                                           | Giovanna di Münsterberg                                                                  | Margherita di Pirkstein                           |  |  |       |  |  |                                 |  |  |                                |  |
| Venceslao III Adamo, VII duca di Teschen   |                                           | Giovanna di Münsterberg                                                                  |                                                   |  |  |       |  |  |                                 |  |  |                                |  |
|                                            |                                           | Federico I, III margravio di Brandeburgo-Ansbach e VII margravio di Brandeburgo-Kulmbach | Alberto III, IX principe elettore di Brandeburgo  |  |  |       |  |  |                                 |  |  |                                |  |
|                                            |                                           | Federico I, III margravio di Brandeburgo-Ansbach e VII margravio di Brandeburgo-Kulmbach | Alberto III, IX principe elettore di Brandeburgo  |  |  |       |  |  |                                 |  |  |                                |  |
|                                            |                                           | Federico I, III margravio di Brandeburgo-Ansbach e VII margravio di Brandeburgo-Kulmbach | Anna di Sassonia                                  |  |  |       |  |  |                                 |  |  |                                |  |
| Anna di Brandeburgo-Ansbach-Kulmbach       |                                           | Federico I, III margravio di Brandeburgo-Ansbach e VII margravio di Brandeburgo-Kulmbach |                                                   |  |  |       |  |  |                                 |  |  |                                |  |
|                                            |                                           | Sofia di Polonia                                                                         | Casimiro IV, re di Polonia                        |  |  |       |  |  |                                 |  |  |                                |  |
|                                            |                                           | Sofia di Polonia                                                                         | Casimiro IV, re di Polonia                        |  |  |       |  |  |                                 |  |  |                                |  |
|                                            |                                           | Sofia di Polonia                                                                         | Elisabetta d'Austria                              |  |  |       |  |  |                                 |  |  |                                |  |
| Adamo Venceslao, VIII duca di Teschen      |                                           | Sofia di Polonia                                                                         |                                                   |  |  |       |  |  |                                 |  |  |                                |  |
|                                            | Magnus I, VIII duca di Sassonia-Lauenburg | Giovanni V, VII duca di Sassonia-Lauenburg                                               |                                                   |  |  |       |  |  |                                 |  |  |                                |  |
|                                            | Magnus I, VIII duca di Sassonia-Lauenburg | Giovanni V, VII duca di Sassonia-Lauenburg                                               |                                                   |  |  |       |  |  |                                 |  |  |                                |  |
|                                            | Magnus I, VIII duca di Sassonia-Lauenburg | Dorotea di Brandeburgo                                                                   |                                                   |  |  |       |  |  |                                 |  |  |                                |  |
| Francesco I, IX duca di Sassonia-Lauenburg | Magnus I, VIII duca di Sassonia-Lauenburg |                                                                                          |                                                   |  |  |       |  |  |                                 |  |  |                                |  |
|                                            |                                           | Caterina di Brunswick-Wolfenbüttel                                                       | Enrico IV, XII principe di Brunswick-Wolfenbüttel |  |  |       |  |  |                                 |  |  |                                |  |
|                                            |                                           | Caterina di Brunswick-Wolfenbüttel                                                       | Enrico IV, XII principe di Brunswick-Wolfenbüttel |  |  |       |  |  |                                 |  |  |                                |  |
|                                            |                                           | Caterina di Brunswick-Wolfenbüttel                                                       | Caterina di Pomerania-Wolgast                     |  |  |       |  |  |                                 |  |  |                                |  |
| Sidonia Caterina di Sassonia-Lauenburg     |                                           | Caterina di Brunswick-Wolfenbüttel                                                       |                                                   |  |  |       |  |  |                                 |  |  |                                |  |
|                                            |                                           | Enrico IV, X duca di Sassonia                                                            | Alberto III, VIII duca di Sassonia                |  |  |       |  |  |                                 |  |  |                                |  |
|                                            |                                           | Enrico IV, X duca di Sassonia                                                            | Alberto III, VIII duca di Sassonia                |  |  |       |  |  |                                 |  |  |                                |  |
|                                            |                                           | Enrico IV, X duca di Sassonia                                                            | Sidonia di Boemia                                 |  |  |       |  |  |                                 |  |  |                                |  |
| Sibilla di Sassonia                        |                                           | Enrico IV, X duca di Sassonia                                                            |                                                   |  |  |       |  |  |                                 |  |  |                                |  |
|                                            |                                           | Caterina di Meclemburgo-Schwerin                                                         | Magnus II, VI duca di Meclemburgo-Schwerin        |  |  |       |  |  |                                 |  |  |                                |  |
|                                            |                                           | Caterina di Meclemburgo-Schwerin                                                         | Magnus II, VI duca di Meclemburgo-Schwerin        |  |  |       |  |  |                                 |  |  |                                |  |
|                                            |                                           | Caterina di Meclemburgo-Schwerin                                                         | Sofia di Pomerania-Wolgast                        |  |  |       |  |  |                                 |  |  |                                |  |
|                                            |                                           | Caterina di Meclemburgo-Schwerin                                                         |                                                   |  |  |       |  |  |                                 |  |  |                                |  |